# Новый Баганёнок
Новый Баганёнок — посёлок в Краснозёрском районе Новосибирской области. Входит в состав Веселовского сельсовета.

## География
Площадь посёлка — 277 гектаров.

## Население
| 2002 | 2007 | 2010 |
| ---- | ---- | ---- |
| 549  | ↘513 | ↘398 |

## История
Основан в 1885 году. В 1928 г. село Ново-Баганенок состояло из 274 хозяйств, основное население — украинцы. Центр Ново-Баганенковского сельсовета Черно-Курьинского района Славгородского округа Сибирского края.

## Инфраструктура
В посёлке по данным на 2007 год функционируют 1 учреждение здравоохранения и 2 учреждения образования.